# France AEROTECH

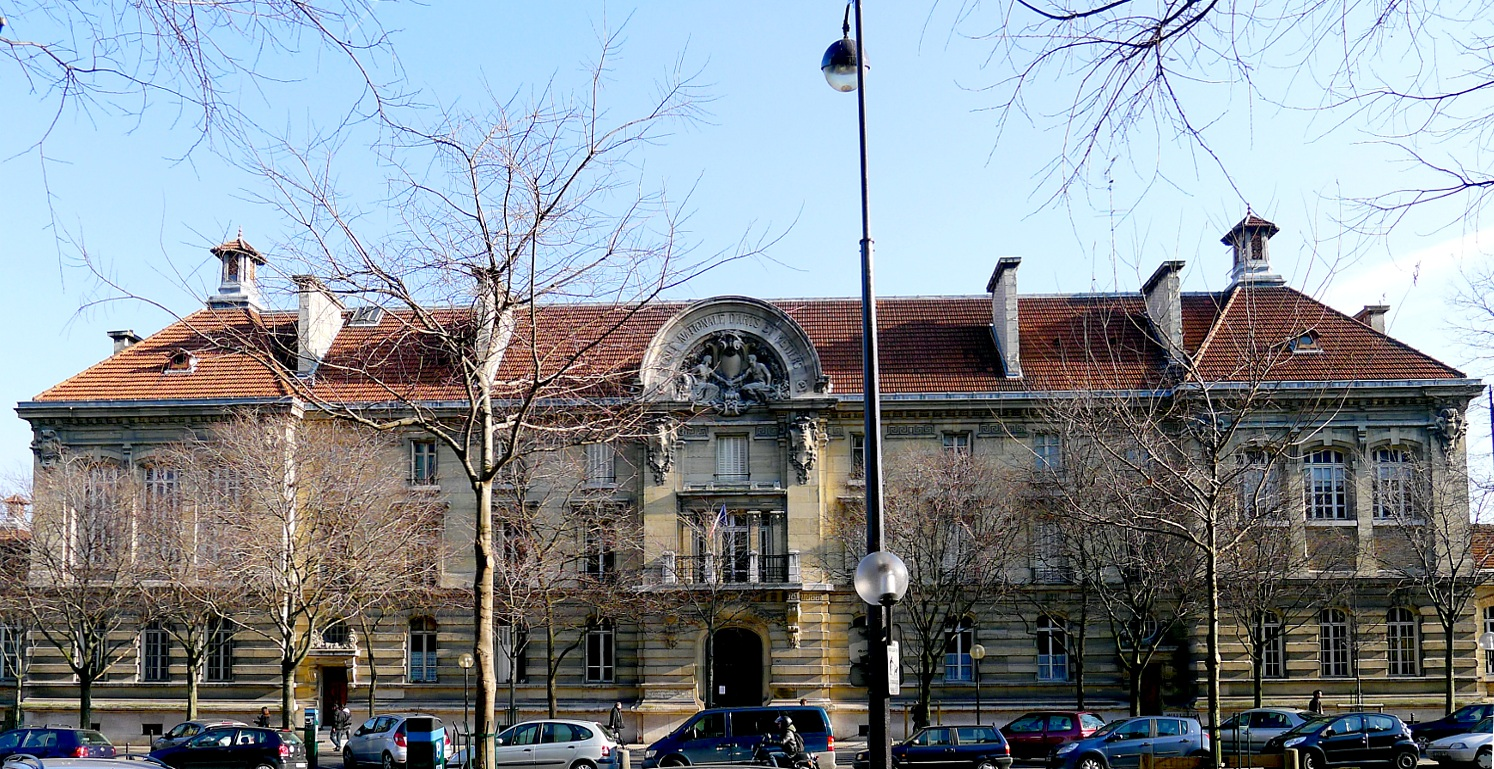
Hospital del Bulevar - París.

France AEROTECH es el nombre de la red nacional francesa para las universidades aeronáuticas (llamado así grandes écoles en francés).
Ha sido creado en 2011 por los Arts et Métiers ParisTech, École Centrale de Lyon, École Centrale de Nantes, École nationale de l'aviation civile y la École nationale supérieure d'électronique, informatique, télécommunications, mathématiques et mécanique de Bordeaux.
Los objetivos de France AEROTECH son ofrecer cursos de francés por los extranjeros, el desarrollo de proyectos internacionales de investigación y cursos en ingeniería aeronáutica, y ayudar a los mercados emergentes.
Para lograr todos estos proyectos, las universidades han creado un programa de verano en sistemas embebidos y un maestría en el mantenimiento de la aeronavegabilidad.